# Aéroport de Cut Knife
Pour les articles homonymes, voir Cut Knife.
L'aéroport de Cut Knife est situé dans la ville de Cut Knife en Saskatchewan au Canada.